# Toxonevra alticola
Toxonevra alticola är en tvåvingeart som beskrevs av Ozerov 1994. Toxonevra alticola ingår i släktet Toxonevra och familjen prickflugor. Inga underarter finns listade i Catalogue of Life.